# Catenophlyctis peltata
Catenophlyctis peltata är en svampart som först beskrevs av Frederick K. Sparrow, och fick sitt nu gällande namn av Karling 1968. Catenophlyctis peltata ingår i släktet Catenophlyctis och familjen Catenariaceae.   Inga underarter finns listade i Catalogue of Life.